# Закшевко (Мазовецьке воєводство)
Закшевко (пол. Zakrzewko) — село в Польщі, у гміні Ґоздово Серпецького повіту Мазовецького воєводства.
Населення — 74 особи (2011).
У 1975-1998 роках село належало до Плоцького воєводства.

## Демографія
Демографічна структура станом на 31 березня 2011 року:
|          | Загалом | Допрацездатний вік | Працездатний вік | Постпрацездатний вік |
| -------- | ------- | ------------------ | ---------------- | -------------------- |
| Чоловіки | 39      | 9                  | 25               | 5                    |
| Жінки    | 35      | 7                  | 15               | 13                   |
| Разом    | 74      | 16                 | 40               | 18                   |